# Фонд обороны

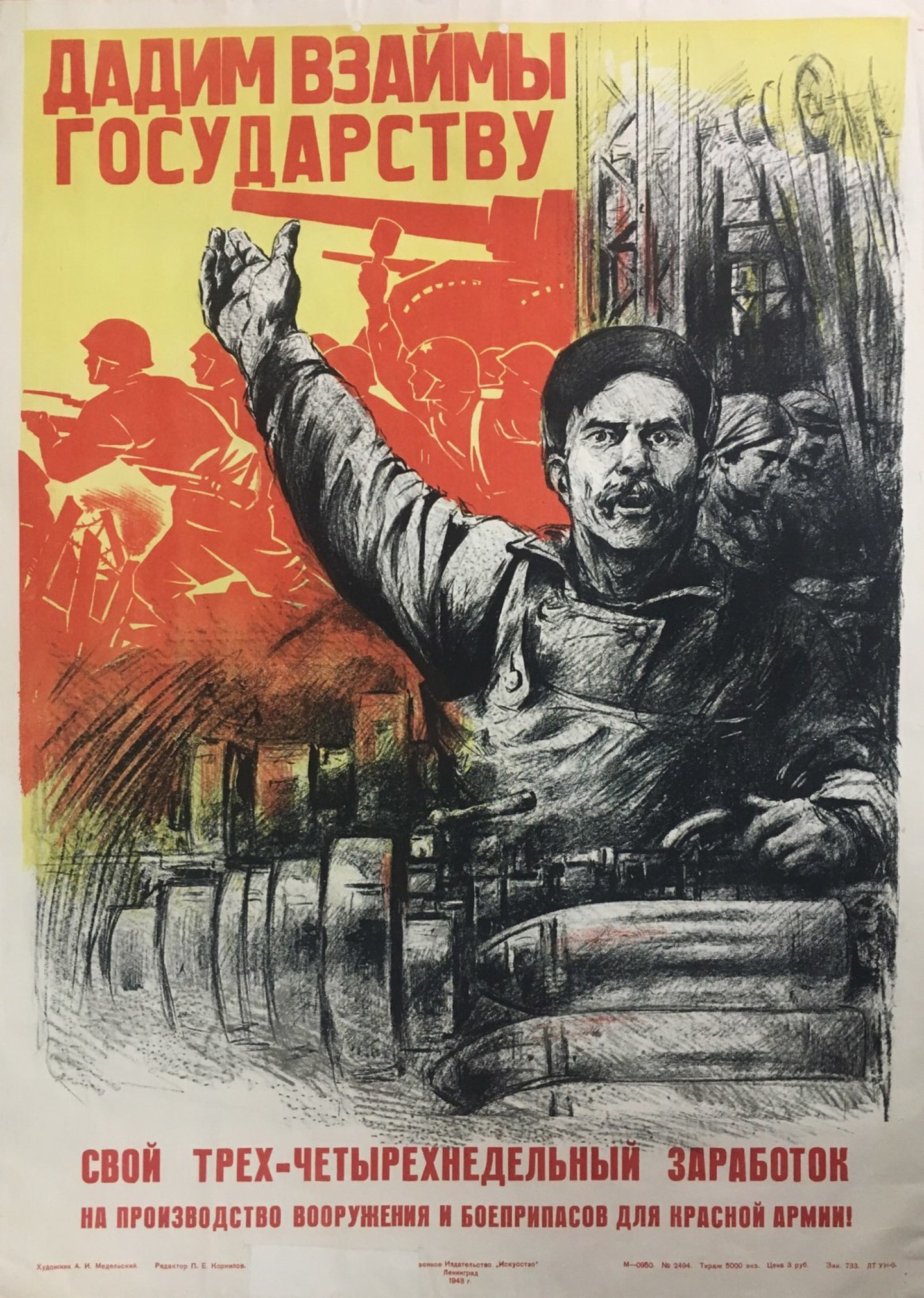
Агитплакат военного времени (1943) призывающий «дать взаймы государству»

«Фонд обороны», «Фонд Красной армии» — специальный фонд обороны Союза ССР или Красной армии (ВС СССР), на счета которого поступали  пожертвования (денежные средства и материальные ценности), передававшиеся гражданами СССР на нужды фронта в годы Великой Отечественной войны (1941—1945).
29 июля 1941 года в газете «Правда» был опубликован обзор писем под заголовком «Трудящиеся предлагают создать фонд обороны». Спустя три дня в передовой статье этой газеты «Фонд обороны — новое проявление советского патриотизма» было сказано: «Фонд обороны возник стихийно. Ему надо придать соответствующие организационные формы — об этом должны позаботиться партийные, профсоюзные и комсомольские организации». 

## История
Во всех отделениях Государственного банка СССР были открыты специальные счета, на которые принимались взносы. В Фонд обороны передавались личные денежные накопления, золотые и серебряные вещи, авторские гонорары и государственные премии, облигации государственных займов, выигрыши по займам и денежно-вещевым лотереям, перечислялись средства, заработанные на воскресниках, средства от продажи урожая, полученного со сверхплановых «гектаров обороны».
31 июля 1941 года коллектив московского завода «Красный пролетарий» обратился к рабочим, инженерам, техникам, служащим, работникам науки и искусства страны с призывом до конца войны ежемесячно отчислять в Фонд обороны однодневный заработок. В августе 1941 года комсомольские организации ряда предприятий Москвы, Ленинграда и Тулы выступили с инициативой сбора средств от рационализаторских предложений и изобретений в Фонд обороны. 3 августа 1941 года в газете «Правда» было опубликовано сообщение: «Состоялся массовый воскресник железнодорожников, в котором участвовало свыше 1 миллиона человек. Весь заработок — 20 миллионов рублей, был передан в Фонд обороны».
Советская интеллигенция отчисляла в Фонд обороны гонорары за произведения, сборы от лекций и концертов, передавала произведения живописи, музыки, литературы. Многие люди не только в Советском Союзе, но и за рубежом, делали личные вклады. Известно, например, что С. В. Рахманинов перечислил в фонд Красной армии денежный сбор от нескольких концертов, которые он дал в США. В декабре 1942 года возникло патриотическое движение, связанное с именем саратовского колхозника Ф. П. Головатого, пожертвовавшего на строительство самолёта 100 тысяч рублей личных сбережений. Большие суммы в помощь фронту отчисляли доноры, отказывавшиеся от оплаты за сданную кровь в пользу Фонда обороны. Существовали небольшие подразделения Фонда обороны, такие, как фонд «Месть матери» (построена танковая колонна «Мать фронтовика»).
Строительство боевой техники за счёт средств трудящихся началось в некоторых районах страны уже летом 1941 года. Одними из первых в июле 1941 года начали сбор ценностей и средств на постройку танковой колонны «Алтайский комсомолец» комсомольцы Рубцовска (Алтайский край). В сентябре 1941 года комсомольцы завода «Сибсельмаш» (Омск) предложили собрать средства на авиаэскадрилью «Омский комсомолец». С аналогичной инициативой выступили комсомольцы Нарымского округа Новосибирской области — так было положено начало сбору средств на постройку боевой эскадрильи «Новосибирский комсомолец». В октябре — ноябре 1941 года в Приморском крае начался сбор средств на строительство бронепоезда «Приморский комсомолец» (собрано свыше 4 миллионов рублей).
На всю страну стало известно имя Героя Советского Союза Марии Васильевны Октябрьской, на свои личные средства построившей танк Т-34 «Боевая подруга» и воевавшей на нём механиком-водителем.
Русской православной церковью (РПЦ) во главе с Патриархами Московскими и всея Руси Сергием и Алексием I собрано пожертвований на более чем 300 миллионов рублей. На эти деньги построены танковая колонна «Димитрий Донской» и авиаэскадрилья имени Александра Невского. РПЦ в Фонде обороны представляли Алексий (Палицын), Сергий (Ларин), Филипп (Ставицкий), Николай (Колчицкий), Александр (Введенский), Борис (Вик), Варфоломей (Городцев), Иннокентий (Леоферов) и другие священнослужители. Существенную помощь оказали и представители других конфессий СССР (Католикосы Каллистрат, Геворг VI, муфтий Г. З. Расулев, раввин С. С. Чобруцкий и другие).
Массовый сбор средств в Фонд Красной армии на строительство танковых колонн, авиаэскадрилий, боевых кораблей, бронепоездов, артиллерийских батарей, стрелкового оружия, миномётов, радиостанций, снаряжения, обмундирования, боеприпасов начался с декабря 1942 года. Всего в Фонд обороны и Фонд Красной армии поступило свыше 17 миллиардов рублей наличными, 13 кг платины, 131 кг золота, 9519 кг серебра, на 1,7 миллиардов рублей драгоценностей, свыше 4,5 миллиардов рублей облигаций государственных займов и др.
По данным Большой советской энциклопедии, на добровольные пожертвования населения было построено более 2,5 тысяч боевых самолётов, несколько тысяч танков, 8 подводных лодок и 16 различных военных катеров.

## Московское отделение Фонда обороны
С первых дней войны в Москве началось массовое движение за создание Фонда обороны. Коллектив завода «Красный пролетарий» постановил отчислять ежемесячно до конца войны однодневный заработок в Фонд обороны и обратился с этим предложением в к рабочим, служащим, деятелям науки и искусства СССР. 17 августа и 7 сентября 1941 года в комсомольско-молодёжных воскресниках в Москве участвовало 1,45 млн человек. Заработанные деньги были переданы в Фонд обороны. В августе 1941 года комсомольская организация Москвы выступила инициатором сбора рационализаторских предложений и изобретений. На 20 августа 1941 года москвичи внесли 11 миллионов рублей; к началу ноября 1941 года — 86 миллионов рублей деньгами, свыше 10 миллионов рублей облигациями, 1,4 кг платины, 7,7 кг золота, 373 кг серебра и другие ценности; на 1 февраля 1942 года — 142 миллиона рублей. На средства работников Московского ж/д узла было построено 7 бронепоездов «Москва». В декабре 1941 года работники аптек Москвы объявили сбор средств на строительство мощного танка имени аптечных работников Москвы. В 1943 году москвичи собрали 400 миллионов рублей на строительство авиационного соединения «Москва» и танковой колонны «Москва». Всего в годы войны население Москвы внесло в Фонд обороны 2,6 млрд рублей. Среди москвичей было реализовано за этот период государственных военных займов и денежно-вещевых лотерей на 3,8 млрд рублей.

## Участие советской интеллигенции
Одним из зачинателей этого движения среди интеллигенции стал М. А. Шолохов. Он передал в первые дни войны на укрепление обороноспособности страны присуждённую ему Сталинскую премию первой степени в сумме 100 000 рублей. Сталинские премии второй степени в сумме 50 000 рублей внесли поэты А. Т. Твардовский и В. И. Лебедев-Кумач, а известный русский писатель В. В. Вересаев передал в Фонд обороны несколько золотых вещей общим весом в 300 г. На 20 000 рублей различными драгоценностями внесла семья Лермонтовых — дальние родственники великого поэта. А. А. Остужев обязался с сентября 1941 года и до конца войны отчислять в фонд половину своей зарплаты. Только в июле—сентябре 1941 года на строительство вооружения для фронта внесли: писатель В. П. Ставский, архитектор Д. Н. Чечулин — по 25 000 рублей; писатель Самед Вургун — 20 000 рублей; в марте 1943 года композитор У. А. Г. Гаджибеков — 25 000 рублей, художники А. М. Герасимов — 50 000 рублей и И. Э. Грабарь — 70 000 рублей, конструкторы В. Я. Климов — 73 000 рублей и С. В. Ильюшин — 110 000 рублей, режиссёр А. Л. Шапс — 2 000 рублей. В 1944 году известный артист В. Г. Мессинг на свои личные средства приобрёл истребитель Як-7, на котором летал Герой Советского Союза К. Ф. Ковалёв. В 1942 году на личные средства С. Я. Маршака, В. М. Гусева, Кукрыниксов и С. В. Михалкова был построен и передан РККА танк КВ-1 «Беспощадный».
6 мая 1942 года в газетах было опубликовано обращение советских журналистов о начале сбора средств на строительство танковой колонны «Работник печати», поддержанное работниками печати всей страны. Вскоре танковая колонна была передана фронту. В тот же период в подарок бойцам РККА строились танковые колонны и эскадрильи боевых самолётов «Советский служащий», «Советский учитель», «Советский медицинский работник» и другие.
В марте 1942 года большая группа академиков, и в их числе В. Л. Комаров, А. И. Абрикосов, И. П. Бардин, Е. А. Чудаков, Е. М. Ярославский, обратились ко всем научным работникам страны с предложением принять участие в строительстве танковой колонны «За передовую науку». Академики призвали учёных сдавать в фонд строительства танков помимо индивидуальных взносов все сборы, полученные за платные лекции, а также четверть гонорара за публикуемые работы. Так, например, писатель-пушкинист И. А. Новиков на гонорары за пушкинские лекции перевёл на строительство боевого самолёта «Александр Пушкин».
В Москве, Ленинграде, Свердловске, Киеве, Тбилиси, Баку и некоторых других городах страны по инициативе советских художников был создан «Аукцион работ советских художников». К началу 1944 года на аукцион поступило более 300 работ, и в их числе работы В. К. Бялыницкого-Бирули, А. М. Герасимова, И. Э. Грабаря, В. П. Ефанова, Б. В. Иогансона, П. П. Соколова-Скаля, Ф. Ф. Федоровского и других. Весь сбор от продажи работ передавался в фонд помощи детям фронтовиков.
Существенная помощь оказали фронту коллективы практически всех творческих, учебных, научных и государственных учреждений СССР:
- творческие организации — КГК и СвГК, ГАБТ, ГАМТ, МХАТ имени М. Горького, МАМТ имени К. С. Станиславского и Вл. И. Немировича-Данченко, ЛАТОБ имени С. М. Кирова, КУАДТ имени И. Я. Франко, КТМК, РТМК, Житомирский УМДТ, Каменец-Подольский УДТ имени Г. И. Петровского;
- промышленные и транспортные предприятия — СМЗ, ЗМЗ имени И. В. Сталина, Южно-Уральский никелевый комбинат, ВИАМ, ЦИАМ, Реактивный институт, ТагАЗ имени Г. Димитрова, Московский метрополитен имени Л. М. Кагановича, ГУСМП, ГВФ, МКФ «Рот Фронт», Трёхгорная мануфактура имени Ф. Э. Дзержинского;
- научные и учебные заведения — АН СССР, АН УССР, КАИ, КГУ имени Т. Г. Шевченко, КИСИ, КМИ имени А. А. Богомольца, ХПИИЯ имени Н. К. Крупской, 1 ММИ, СвГМИ, ТГМИ имени В. М. Молотова, Туркменский ГМИ, ВВА, КГМИ, Ленинградский институт переливания крови, ГИУВ имени В. И. Ленина, ДМетИ имени И. В. Сталина, МСХА имени К. А. Тимирязева, ВПА имени В. И. Ленина, ГУГК при СНК СССР;
- лечебные и культурные учреждения и организации — Боткинская больница, кинотеатр «Ударник», газеты «Правда», «Известия», «Красная Звезда», ОГИЗ, ТАСС, СП СССР;
- государственные институты — НКС СССР, НКВД СССР, НКЗ СССР, НКВ СССР, НКЗ РСФСР, Наркомат просвещения РСФСР (В. П. Потёмкин).

## Строительство боевых кораблей
Инициаторами движения по сбору средств на строительство боевых кораблей стали комсомольцы Кировской области, в 1942 году выступившие с обращением о сборе средств на постройку боевых торпедных катеров для балтийской бригады в помощь блокадному Ленинграду. Эта инициатива стала продолжением традиций шефства комсомола над ВМФ СССР, начало которому было положено в октябре 1922 года на V съезде РКСМ.
Инициативу кировских комсомольцев поддержали партийные организации и рабочие коллективы многих районов СССР. Особенно существенный вклад внесли комсомольцы и молодёжь Западной Сибири.
Ещё до войны, в 1938 году, бюро ЦК ВЛКСМ приняло решение об организации шефства Алтайской краевой комсомольской организации над учебным отрядом Тихоокеанского флота. В 1939 году решением VIII Пленума ЦК ВЛКСМ было установлено шефство всего комсомола над созданием большого морского и океанского флотов СССР. Районами комплектования Тихоокеанского флота и Амурской Краснознамённой флотилии были определены города — Томск, Новосибирск, Барнаул, Омск и Красноярск. На военно-учебных пунктах, в морских лагерях и морских клубах Осоавиахима Западной Сибири велась подготовка контингентов запаса ВМФ. В годы Великой Отечественной войны тысячи сибиряков воевали в составе Военно-морского флота..
В январе 1943 года молодёжь Алтая обратилась в ЦК ВКП(б) с просьбой построить на собранные средства торпедные катера. 3 апреля 1943 года на заводе в Тюмени морякам-балтийцам были переданы первые пять торпедных катеров, построенных на средства комсомольцев и молодёжи Алтая: «Алтайский комсомолец», «Молодой алтаец», «Пионер Алтая», «Комсомолец Ойротии», «Барнаульский комсомолец». Всего в годы Великой Отечественной войны на Балтике действовало 11 торпедных катеров, носивших имена, связанные с Алтаем. Девять из них были построены за счёт средств, собранных молодёжью и трудящимися края.
Средства, собранные комсомольцами и молодёжью Новосибирской области, пошли на строительство звена истребителей и подводной лодки для Северного флота, которой было присвоено имя «Новосибирский комсомолец».
В составе боевых сил ДКБФ с июня 1943 года действовал торпедный катер «Иртыш», построенный на средства омичей.
На кораблях (торпедных катерах и подводных лодках), построенных на средства, собранные трудовыми коллективами, устанавливались памятные доски с указанием коллективов, занимавшихся сбором средств и бравших на себя шефство над командами этих кораблей.
«Именные» корабли:
- Торпедные катера[6][8][9]
  - «Алтайский комсомолец»,
  - «Пионер Алтая»,
  - «Молодой алтаец»,
  - «Барнаульский комсомолец»,
  - «Комсомолец Ойротии»,
  - «Герой Советского Союза Федя Фомин»,
  - «Алтаец»,
  - «Бурнакский колхозник»,
  - «Кировский комсомолец»,
  - «Ленинский речник»,
  - «Пензенский пионер»,
  - «Тамбовский комсомолец»,
  - «Тюменский рабочий»,
  - «Чкаловский комсомолец»,
  - «Иртыш»,
  - «Североморец»,
  - «Московский ремесленник»,
  - «Артёмовец»,
  - «Трудящиеся Артёма».
- Подводные лодки[10]
  - М-104 «Ярославский комсомолец»,
  - М-105 «Челябинский комсомолец»,
  - М-106 «Ленинский комсомол»,
  - М-107 «Новосибирский комсомолец»,
  - «Советская Сванетия».

## Танковые колонны
Осенью 1941 года в Челябинской области были собраны средства на танковую колонну имени Челябинского комсомола. На средства Пермской областной организации Осоавиахима была построена танковая колонна «Пермский осоавиахимовец».
В мае 1942 года 206-му запасному полку Западного фронта была передана колонна «Иркутский комсомолец» из восьми танков (Т-26 и БТ-5), построенная на Иркутском авиационном заводе (ИАПО) на средства комсомольцев Иркутска и Иркутской области. В ноябре танкистам 7-й армии были вручены ещё 4 танка. В области были построены танковые колонны «Иркутский колхозник», «Иркутский железнодорожник», «Черемховский шахтер». В марте 1943 года фронту была передана вторая танковая колонна «Иркутский комсомолец» (32 танка Т-34 и 2 танка Т-70).
В октябре 1942 года боевым экипажам была передана танковая колонна «Колхозник Удмуртии».
За счёт средств, собранных жителями Татарии, была создана танковая колонна «Красная Татария», переданная танковому корпусу под командованием уроженца Высокогорского района Татарской АССР генерал-лейтенанта А. Ахманова.
Рабочими Дальневосточного морского пароходства было собрано 4,2 миллиона рублей на танковую колонну «Приморский комсомолец» и сформировано 20 танковых экипажей. На средства, собранные жителями края, были также построены бронепоезд «Приморский комсомолец», танковые колонны «Рыбак Приморья» и «Горняк Приморья».
Работники «Севморпути» собрали деньги на танковую колонну «Советский полярник». Из боевых машин был сформирован танковый полк под таким же названием — в дальнейшем гвардейский Запорожский ордена Красного Знамени, ордена Суворова III степени танковый полк.
На средства жителей Киргизии были построены танковые колонны «Шахтёр Киргизии», «Комсомолец Киргизии», «Колхозная молодёжь», танковые колонны имени Героев Советского Союза Чолпонбая Тулебердиева и Дуйшенкула Шопокова, «Осоавиахимовец Киргизии», «Сахарник», «Народный учитель», «Работник искусства», «Киноработник Киргизии».
На средства трудящихся Дзержинского района Москвы была построена танковая колонна «Дзержинец».

## Авиационные эскадрильи
В фонд авиационной промышленности комсомольцами за годы войны было внесено более двух миллиардов рублей, на которые было построено 2565 боевых самолётов.
На средства домохозяек Свердловского района Москвы было построено звено самолётов «Советская патриотка», на средства артистов Малого театра — звено самолётов «Малый театр».
В Пермской (Молотовской) области, например, первыми выступили с инициативой по сбору средств на строительство боевых самолетов колхозники сельхозартели «Новый путь» Верхнемуллинского района. Впоследствии были построены авиаэскадрильи «Пермский комсомолец», «Пермский пионер», «Пермский ремесленник», «Пермский медик», «Пермский колхозник», «Камский сплавщик» и др. Летом и осенью 1942 года, в ходе Сталинградской битвы, коллектив Пермского завода имени Ф. Э. Дзержинского на личные сбережения приобрёл эскадрилью самолетов «Дзержинец», коллектив завода имени Сталина — эскадрилью «Сталинец». Были также построены авиазвенья «Речник Камы», «Ленинградский театр имени Кирова» (театр находился в Перми в эвакуации), «Пермский художник» (Пермского отделения Союза художников). Колхозники Кунгурского района Пермской области на свои сбережения приобрели 60 самолётов и взяли их экипажи на полное довольствие до конца войны.
В Иркутской области были построены авиаэскадрильи «Учитель», «Советский артист», «Байкальский рыбак».
«Именные» авиаэскадрильи:
- «Амурский колхозник»,
- «Кировский колхозник»,
- «Воронежский колхозник»,
- «Свердловский колхозник»,
- «Хабаровский комсомолец»,
- «Комсомолец Кузбасса»,
- «Чкаловский комсомолец»,
- «Ярославский комсомолец»,
- «Комсомолец Заполярья»,
- «Советский полярник»,
- «Советское Приморье»,
- «Советская Грузия»,
- «Солнечный Киргизстан».

## Именные взносы
Материальные пожертвования советских граждан, как правило, сопровождались телеграммами И. В. Сталину, которые (обязательно вместе с его ответом) публиковались в периодических изданиях.

## Взносы Сталинских лауреатов
Огромный отклик движение помощи фронту получило у лауреатов Сталинской премии 1943 года. Многие из них полностью или частично передали Фонд обороны денежные составляющие своих премий, а также свои личные сбережения.
Вот некоторые из них:
- писатели А. Н. Толстой, А. Е. Корнейчук, В. Л. Василевская, Л. М. Леонов, Л. С. Соболев, М. И. Алигер, А. С. Серафимович, Е. И. Габрилович;
- артисты А. А. Остужев, Е. Д. Турчанинова, В. А. Мичурина-Самойлова, Н. С. Ханаев, А. С. Пирогов, Д. Ф. Ойстрах;
- композиторы М. В. Коваль, А. И. Хачатурян, М. А. Ашрафи;
- скульптор М. Г. Манизер;
- коллектив ГАБТ (А. Ш. Мелик-Пашаев, П. В. Вильямс, Р. В. Захаров, А. И. Батурин, Н. Д. Шпиллер, Е. Д. Кругликова);
- учёные Т. Д. Лысенко, П. М. Жуковский, А. Д. Сперанский, Л. С. Штерн, М. И. Авербах, М. А. Топчибашев, Б. Е. Веденеев, А. А. Байков, А. А. Борисяк, Е. Ф. Лискун, Е. А. Чудаков, И. И. Куколевский, И. В. Якушкин, К. И. Шенфер, П. Н. Константинов, Н. В. Цицин, (Д. М. Богданович и Г. С. Чикрызов), (В. А. Энгельгардт и М. Н. Любимова); (Д. Н. Насонов и В. Я. Александров);
- инженеры (А. Г. Шереметьев, И. Н. Голиков, В. П. Филатов с коллективом); Ф. М. Гальперин, Л. Э. Вайсберг, Д. А. Граников, А. И. Гладышев, Н. А. Шамин, (И. Е. Бурштейн, К. П. Стаев, И. Ф. Масленников с коллективом);
- конструкторы А. С. Яковлев, Л. Н. Кошкин, С. В. Ильюшин, Ф. Ф. Петров; Г. Д. Дорохин, (Ю. Н. Сорочкин и В. А. Дедков); (Л. Я. Уральский и И. И. Дмитриенко); (В. Г. Грабин, И. И. Иванов, Д. И. Шеффер, П. М. Назаров, К. К. Ренне, М. М. Розенберг, В. Д. Мещанинов, П. Ф. Муравьёв, Е. В. Синильщиков);
- медики (С. С. Гирголав, Т. Я. Арьев, В. Н. Шейнис);
- профессор П. П. Смирнов, коллектив философов и историков (И. И. Минц, П. Н. Поспелов, Е. М. Ярославский, Э. Б. Генкина, Е. Н. Городецкий, И. М. Разгон, И. П. Товстуха, Г. Ф. Александров, Б. Э. Быховский, М. Б. Митин, П. Ф. Юдин, О. В. Трахтенберг, В. Ф. Асмус, М. А. Дынник, М. М. Григорьян);
- коллектив геологов (А. Н. Корнев и другие);
- рабочие (железнодорожник-стахановец Н. А. Лунин; токарь С. Ф. Смирнов; Н. А. Тихонов вместе с коллективом завода).

## Память
- 9 мая 1967 года в Иркутске в честь первой танковой колонны «Иркутский комсомолец» был установлен памятник — танк «Иркутский комсомолец».